# Pseudoleskea semensis
Pseudoleskea semensis là một loài Rêu trong họ Leskeaceae. Loài này được (Müll. Hal.) A. Jaeger miêu tả khoa học đầu tiên năm 1878.